# Vokė
Vokė (polsk: Waka) er en biflod på venstre side af Neris i det sydøstlige Litauen. 
Vokė har sit udspring i søen Papis, som får store vandmængder gennem papiskanalen fra Merkys. Fra udspringet strømmer Vokė mod nord-øst, ved Juodšilių drejer den mod nordvest, forbi Grigiškės. Vokė munder ud i Neris nedenfor Grigiškės.

## Afvandings område
Vokės afvandingsareal er 572,7 km2. Til området er ikke regnet det kraftige tilskud i vandmængden Vokė får fra Merkys gennem papiskanalen. Afvandingsområdet strækker sig fra Vilnius sydligste forstæder til den hviderussiske grænse. 

### Bifloder til Vokė
| - Krempė | - Asdrė | - Rudamina |

Vokė passerer Mūrinė Vokė, Trakų Vokė og Grigiškės på sin vej mod udløbet i Neris 3 km nedstrøms fra Grigiškės. De sidste kilometer er flodlejet reguleret.

## Historie
I krøniker fra 1300-tallet fra Den Tyske Orden bliver Vokė omtalt et par gange.

## Fauna og fritid
På trods af at Vokė løber igennem beboede områder og er reguleret på en del af løbet, er der et varieret dyreliv langs dens løb. Der ses ofte svømmefugle, især ænder ligesom der både lever oddere og mosegrise langs floden.
På bredden af Vokė i Trakų Vokė ligger Tiškevičiaus-palæet, opført i 1830 efter tegninger af den italienske arkitekt L. Marconi. Palæet er omgivet af en 16 ha park indeholdende 50 sorter af træer og buske. 
Vilnius' beboere benytter Vokė og omegn til udflugter, fisketure og sejlads.